# 格羅霍爾納峰
71°36′S 12°16′E / 71.600°S 12.267°E
格羅霍爾納峰（英語：Gråhorna Peaks）是南極洲的山峰，位於東部南極洲的毛德皇后地，屬於沃爾塔特山脈中西彼得曼山脈的一部分，由德國探險隊發現。